# Ботанічний сад Брисбена (Маунт-Кут-Тха)
Ботанічний сад Брисбена (Маунт-Кут-Тха) (англ. Brisbane Botanic Gardens, раніше Ботанічний сад Маунт-Кут-Тха англ. Mount Coot-tha Botanic Gardens) — ботанічний сад у місті Брисбен (штат Квінсленд, Австралія). Розташований у районі Тувонг за 7 км від центру міста, біля підніжжя гори Маунт-Кут-Тха, найвищої гори у Брисбені. Ботанічний сад є членом Міжнародної ради ботанічних садів з охорони рослин (BGCI) і має міжнародний ідентифікаційний код TOOW.

## Історія
Ботанічний сад, який спочатку називався ботанічний сад Маунт-Кут-Тха, був створений міською радою Брисбена у 1970 році і офіційно відкритий 1976 року. Сад є другим ботанічним садом у місті. Перший ботанічний сад, заснований у 1855 році і розташований у діловому центрі міста на березі річки Брисбен, у даний час відомий як міський ботанічний сад. Необхідність створення нового ботанічного саду була обумовлена тим, що старий сад було неможливо розширити і до того ж його багато разів затоплювало під час повені.

## Загальний опис
До складу ботанічного саду входять:
- Тропічна оранжерея (28 м у діаметрі та 9 м заввишки), яка була відкрита в грудні 1977 року
- Японський сад
- Оранжерея бонсай
- Оранжерея папороті
- Оранжерея кактусів і рослин аридной зони
- Екзотичний тропічний ліс
- Австралійський тропічний ліс
- Сад лікарських рослин
- Сад рослин помірного поясу
- Лагуна і бамбуковий гай
- Рослинні співтовариства Австралії
- Національна стіна Свободи

Сад відкритий щодня з 8:00 до 17:00. Вхід безкоштовний.

## Галерея

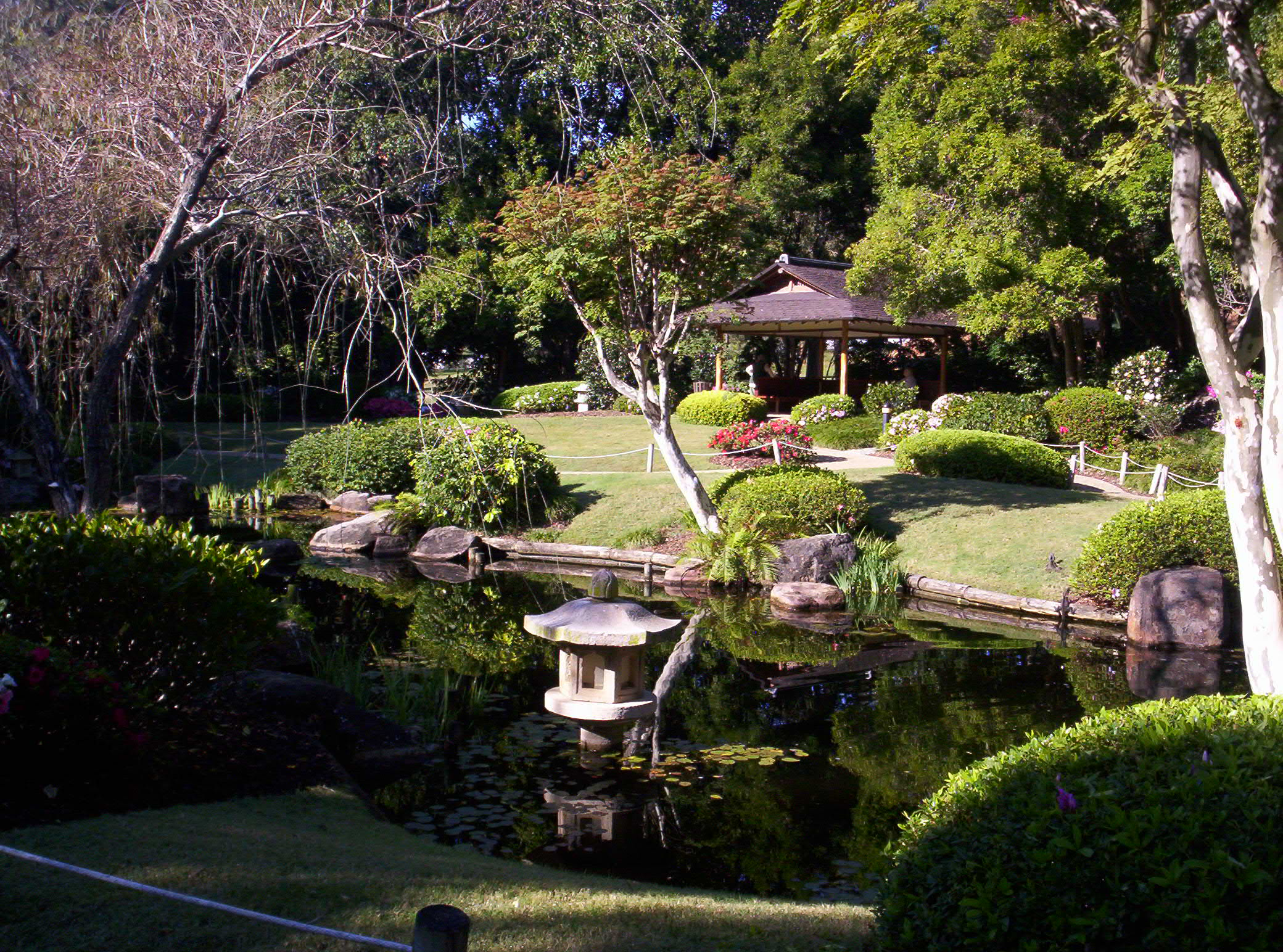
Японський сад
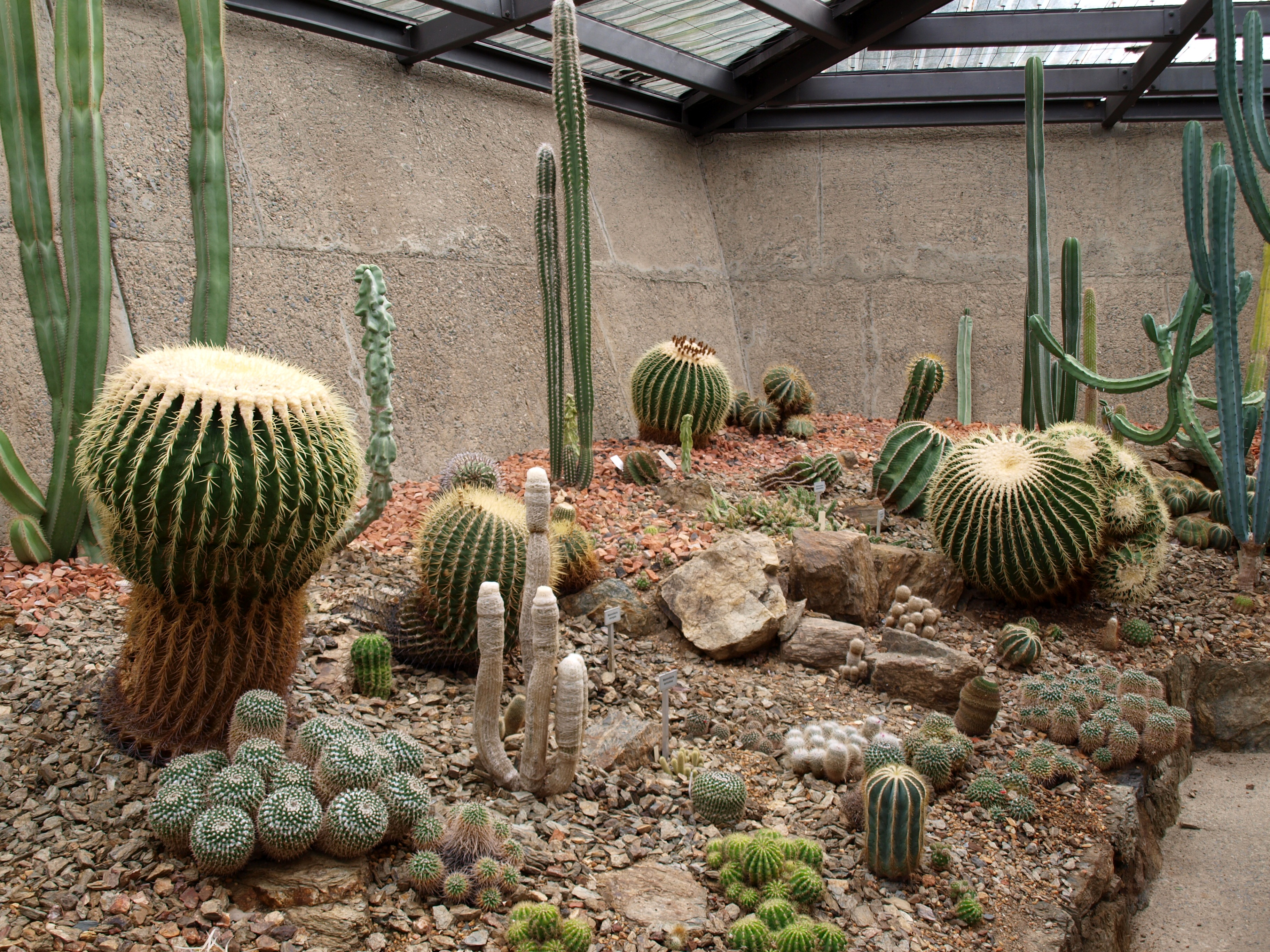
Оранжерея кактусів
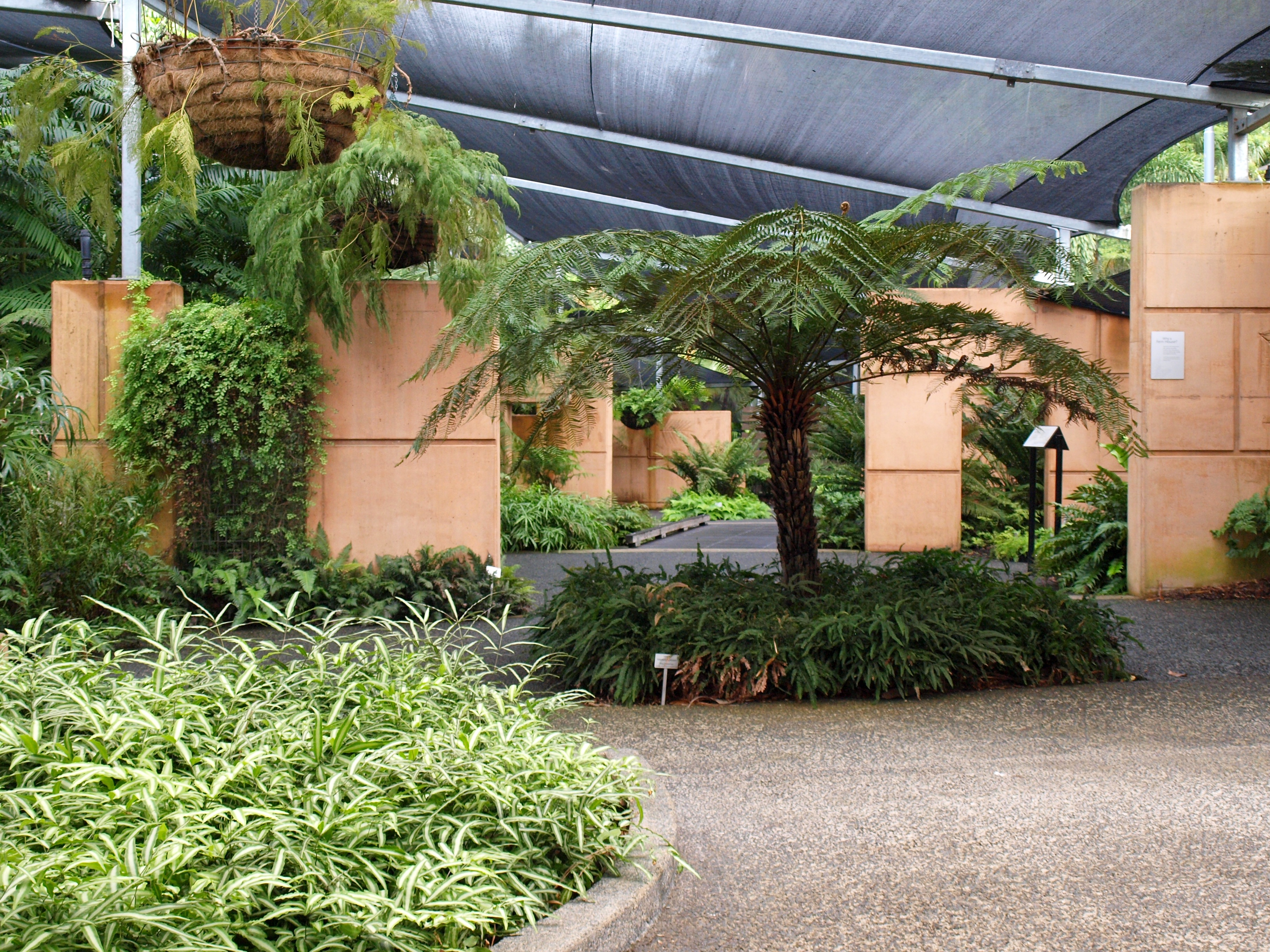
Оранжерея папороті
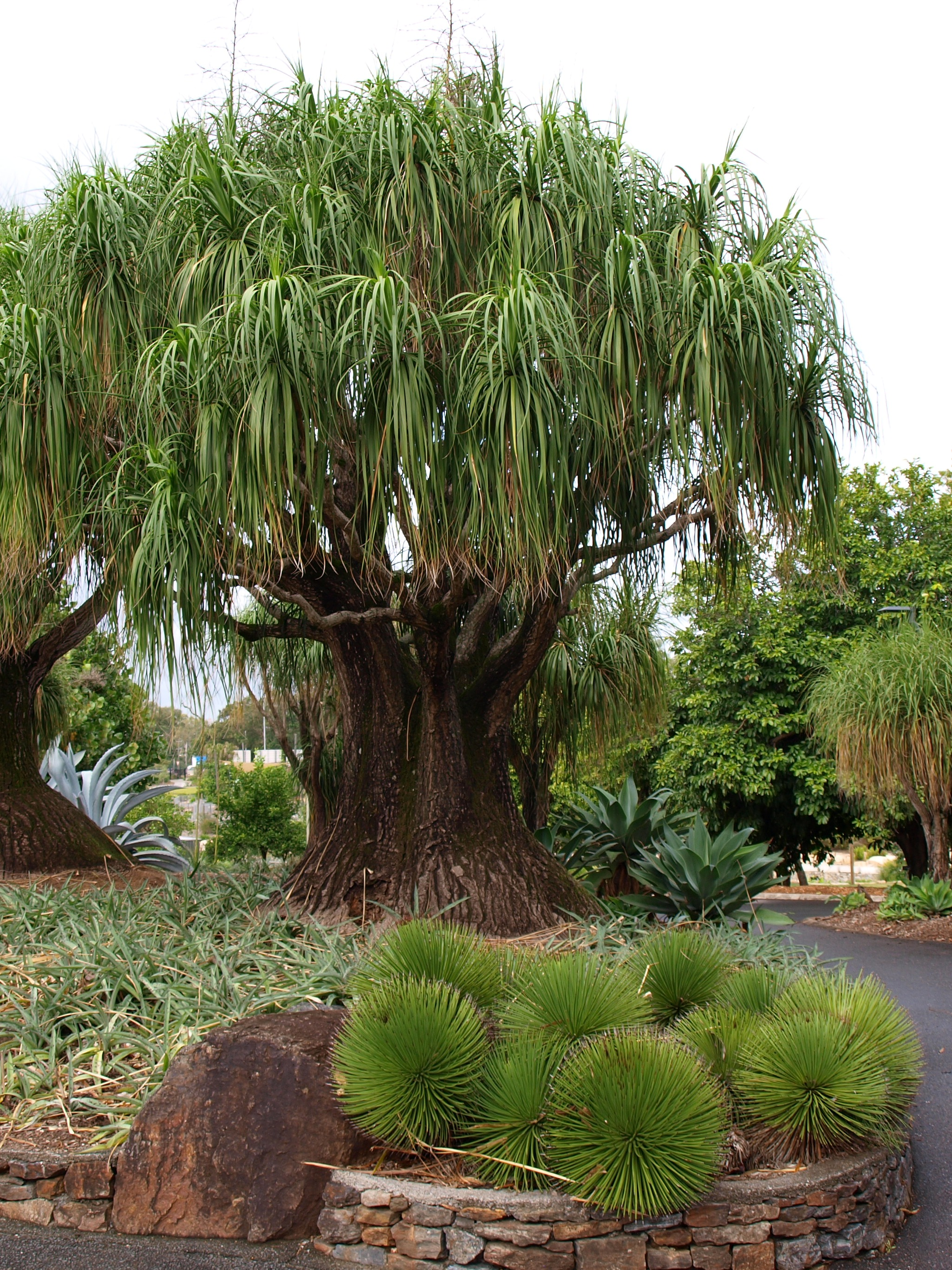
Куточок ботанічного саду
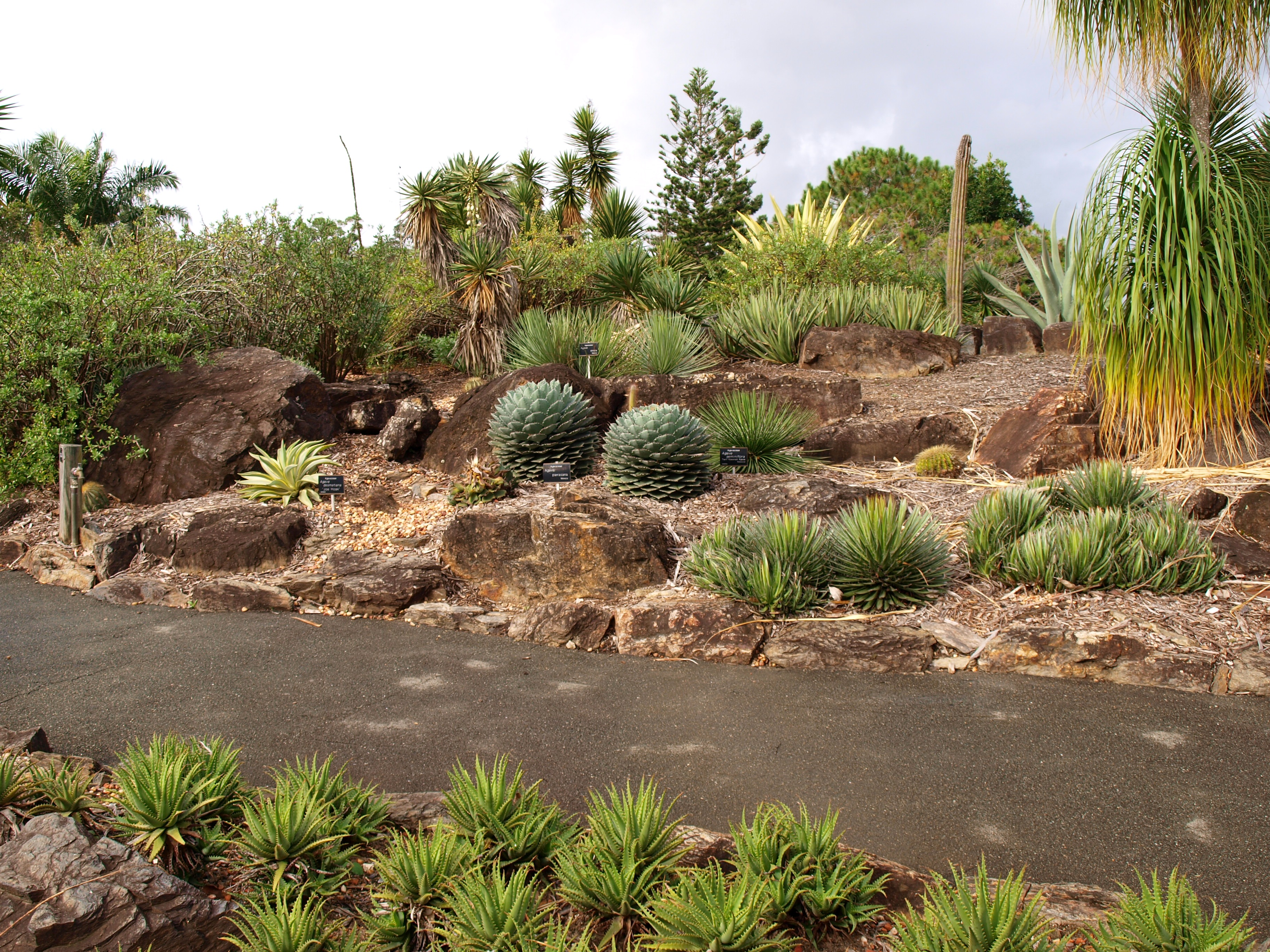
Сукуленти
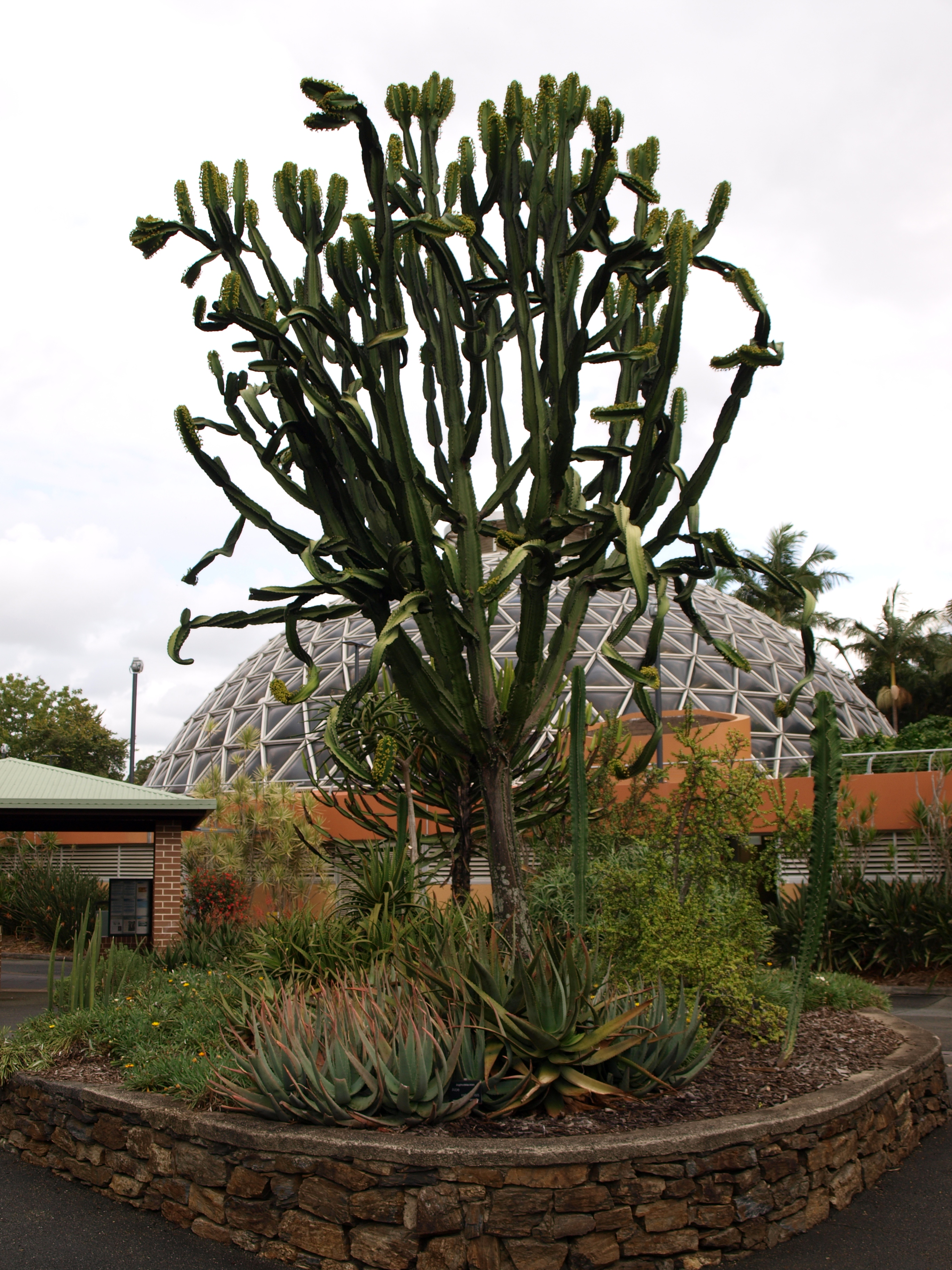
Кактус на тлі тропічної оранжереї
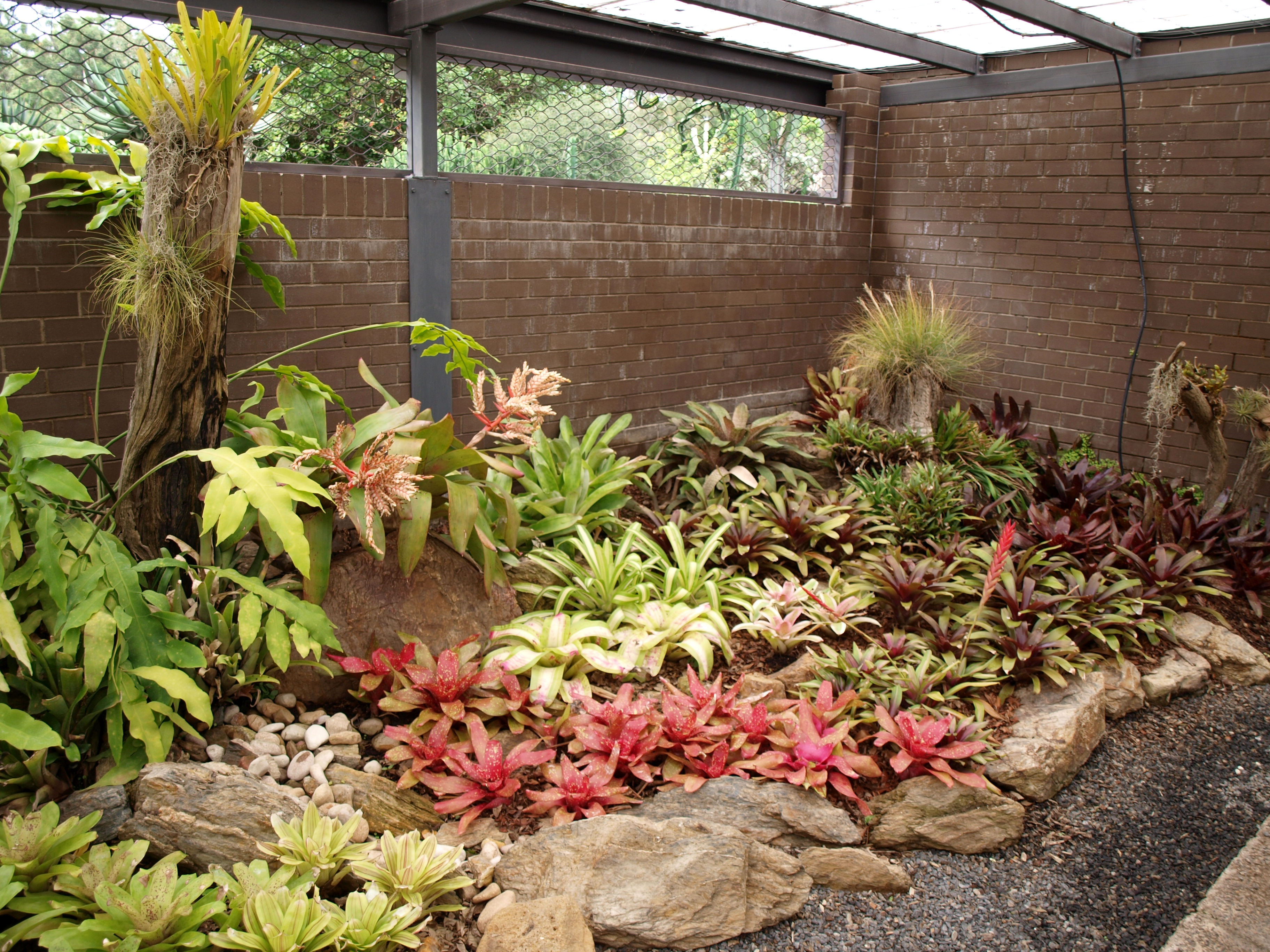
Рослини аридної зони
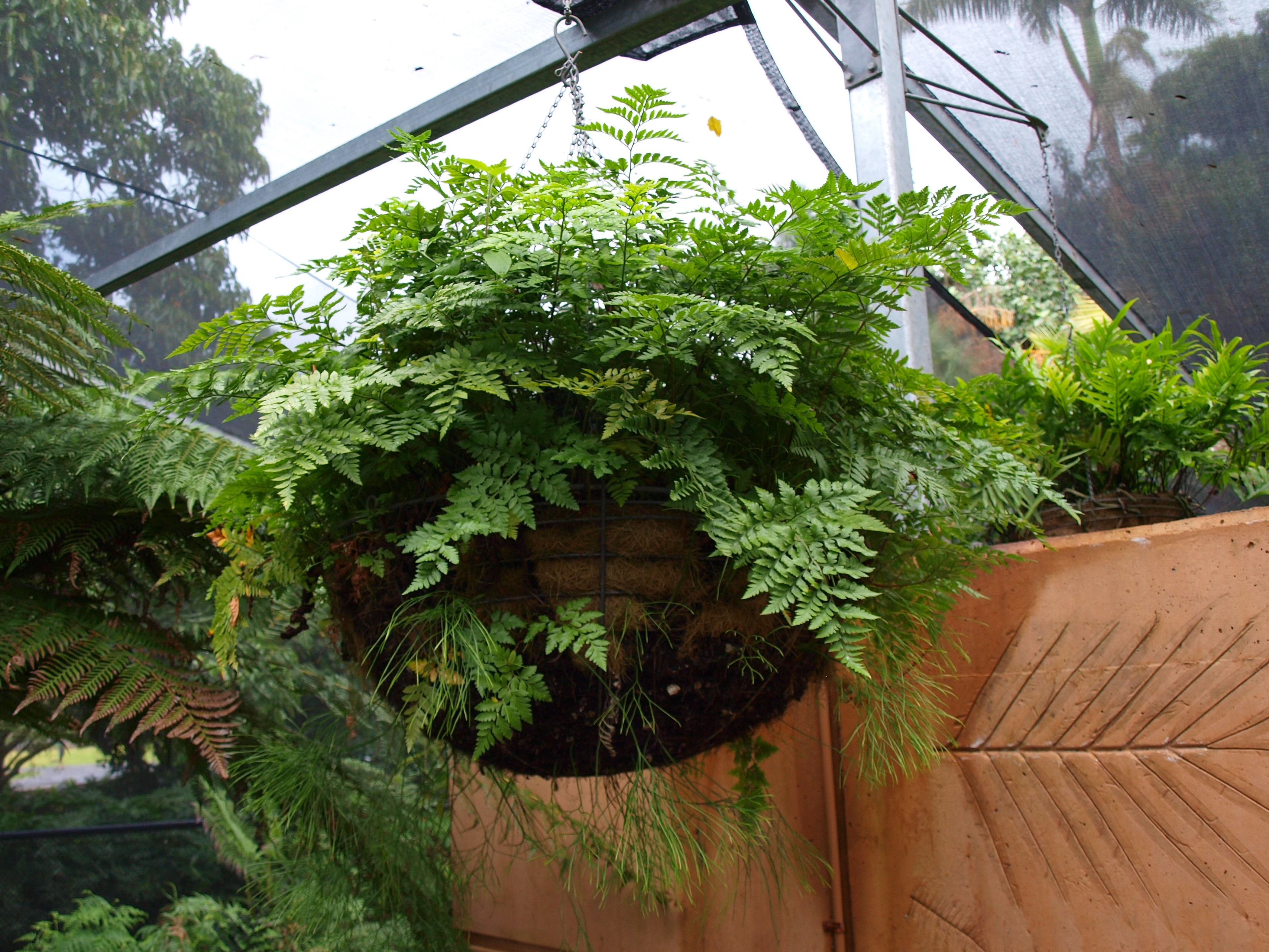
Папороть
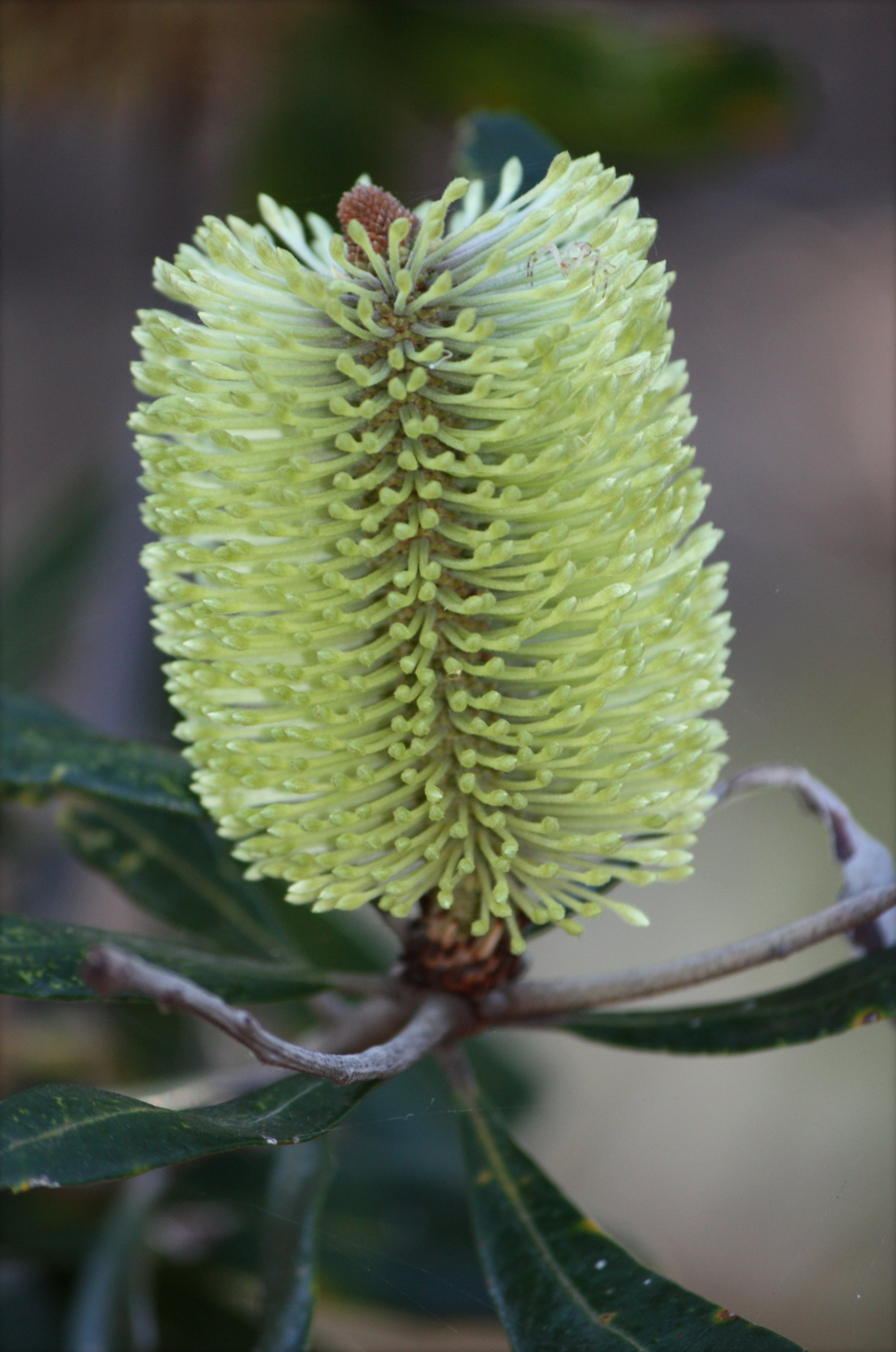
Banksia oblongifolia
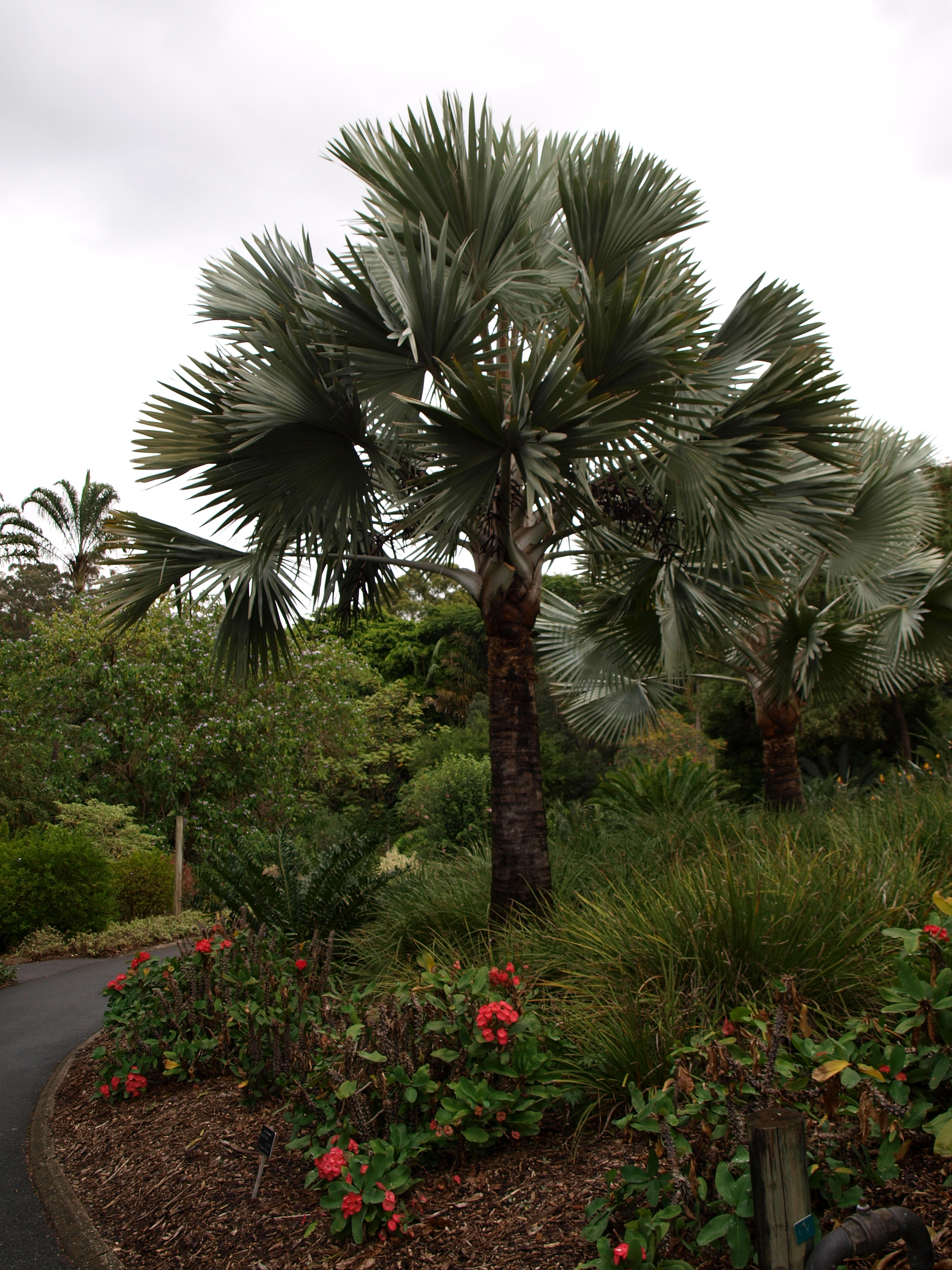
Bismarckia nobilis
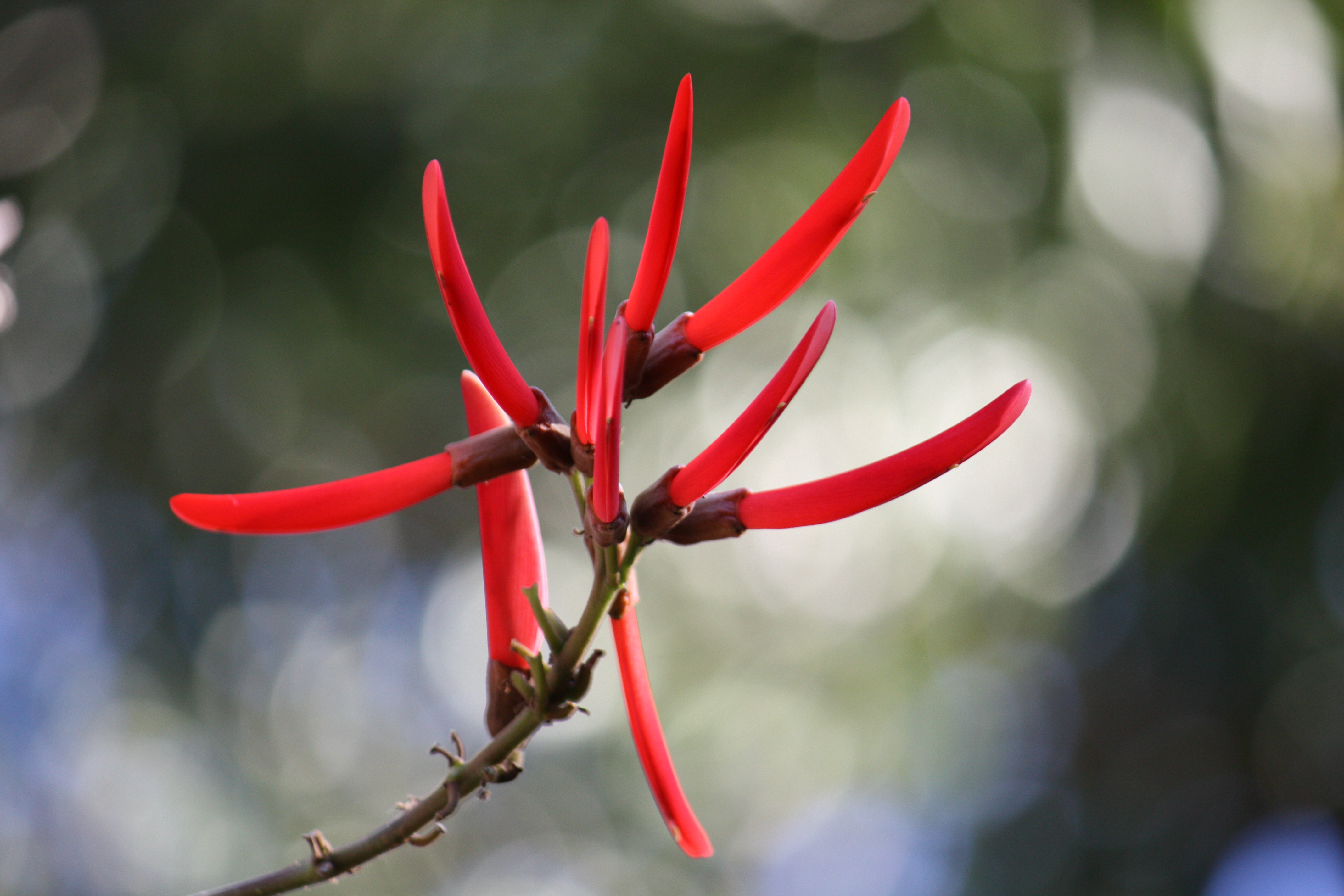
Erythrina atitlanensis
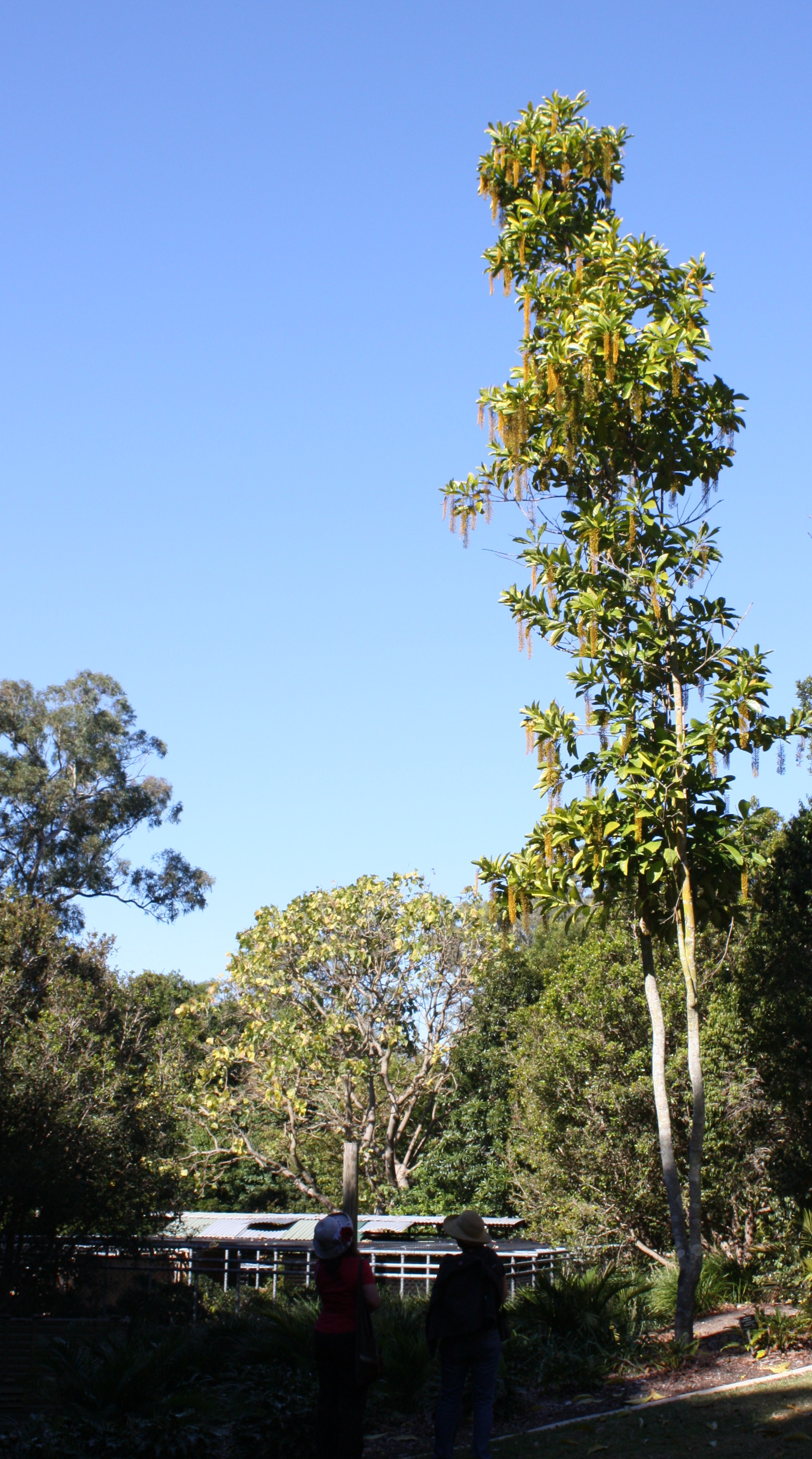
Lophanthera lactescens
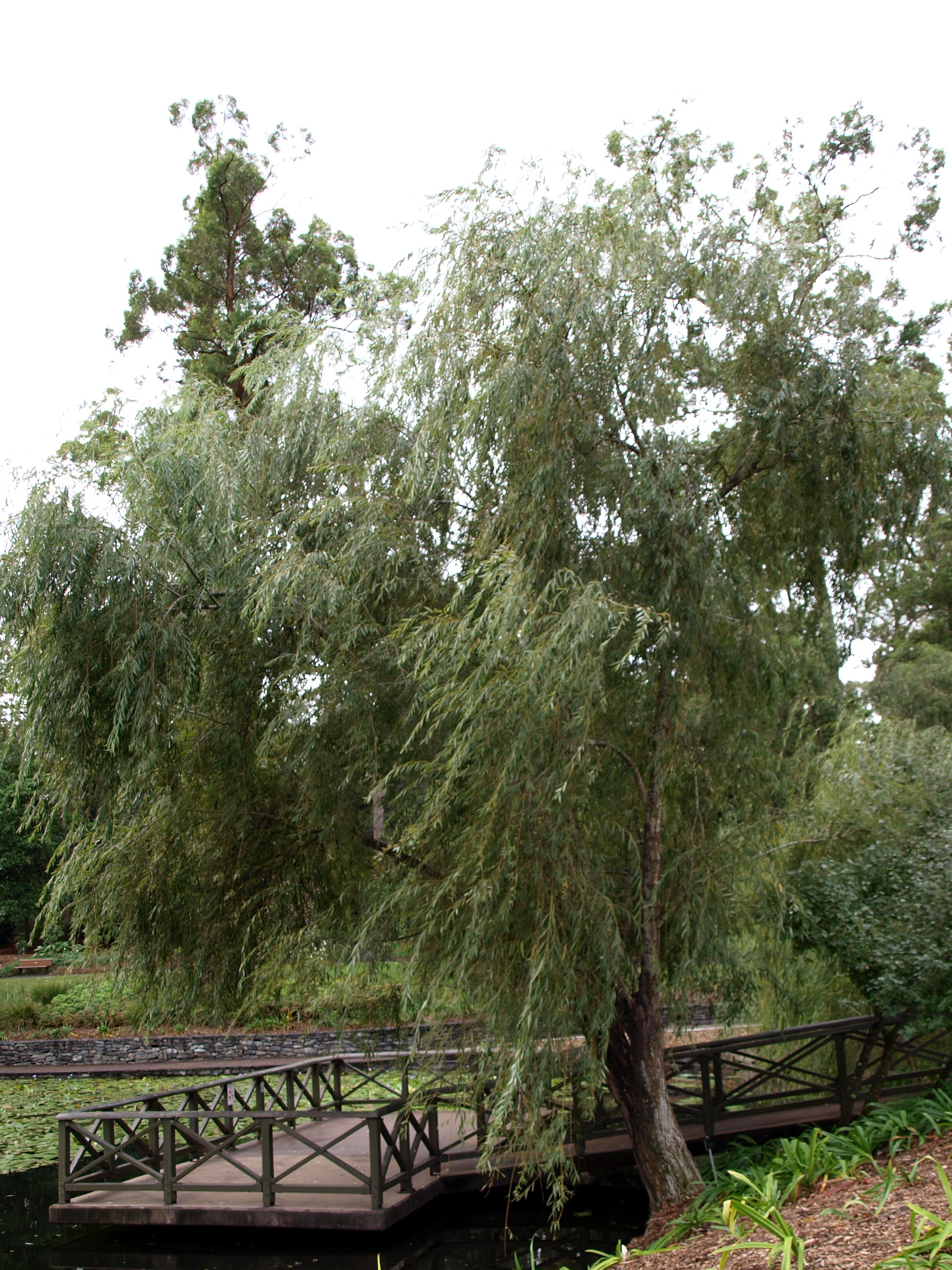
Salix matsudana
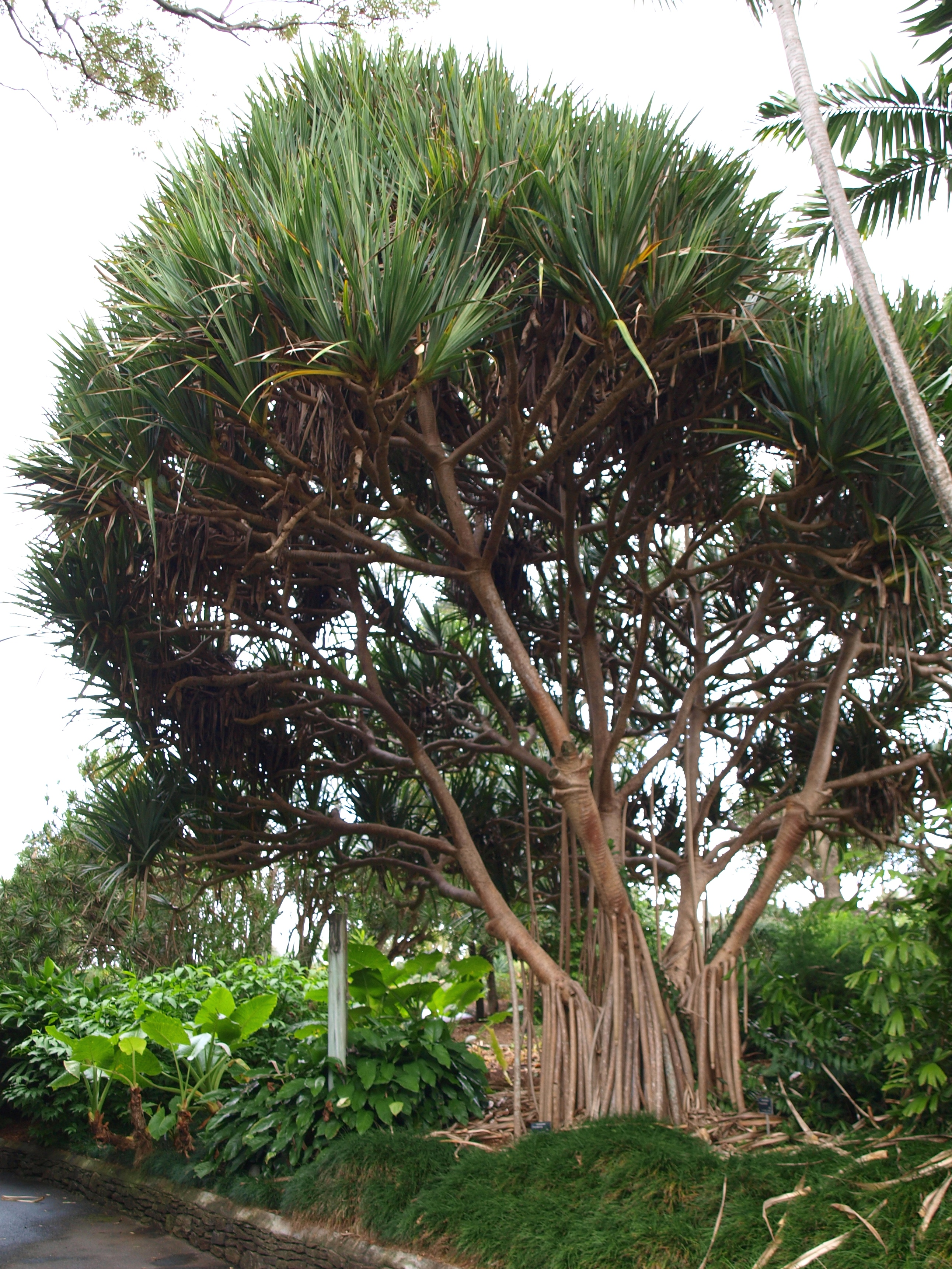
Pandanus